# Shedd Aquarium
Das John G. Shedd Aquarium in Chicago, Vereinigte Staaten, wurde im Jahr 1929 nach Entwurf des Chicagoer Architekturbüros Graham, Anderson, Probst & White erbaut und ist somit eine der ältesten musealen Aquaristik-Anlagen der Welt. Gleichzeitig ist es auch das größte überdachte Aquarium der Welt.
Das Aquarium ist von einer Parkanlage namens Museum Campus Chicago umgeben, die es sich mit dem Adler-Planetarium und dem Field Museum of Natural History teilt. Das Museum beherbergt etwa 8000 Tiere aus über 650 Arten, darunter Fische, Meeressäuger, Vögel, Schlangen, Amphibien und Insekten. Es verzeichnet ungefähr zwei Millionen Besucher jährlich.
Das Shedd Aquarium war ein Geschenk von John G. Shedd an die Stadt Chicago. Nach der Fertigstellung des Baus am 19. Dezember 1929 fanden im Jahre 1930 die ersten Ausstellungen statt.
Am 27. Februar 1987 wurde das Shedd Aquarium als National Historic Landmark anerkannt und in das National Register of Historic Places eingetragen.